# Béthonsart
Béthonsart is een gemeente in het Franse departement Pas-de-Calais (regio Hauts-de-France) en telt 131 inwoners (1999). De plaats maakt deel uit van het arrondissement Arras.

## Geografie
De oppervlakte van Béthonsart bedraagt 4,3 km², de bevolkingsdichtheid is 30,5 inwoners per km².
De onderstaande kaart toont de ligging van Béthonsart met de belangrijkste infrastructuur en aangrenzende gemeenten.

## Demografie
Onderstaande figuur toont het verloop van het inwonertal (bron: INSEE-tellingen).